# Ernst Röhm
Ernst Röhm (n. 28 noiembrie 1887, München, Imperiul German – d. 1 iulie 1934, München, Bavaria, Reich-ul German) a fost un ofițer al armatei Imperiului German în Primul Război Mondial, iar apoi lider nazist. El a fost fondatorul batalioanelor de asalt Cămășile Brune ale Partidului Nazist (NSDAP), apoi comandantul Sturmabteilung (SA).
Ernst Röhm fusese inițial unul din cei mai devotați sprijinitori ai lui Adolf Hitler, însă în vara anului 1934 a organizat o tentativă de lovitură de stat, pentru care a fost executat. La 30 iunie 1934, în Noaptea cuțitelor lungi, Ernst Röhm a fost arestat și, după două zile, executat în celula sa din închisoarea Stadelheim.

## Lider SA
Ernst Röhm a fost atras la München de ideile și de oratoria lui Hitler, devenind unul din primii membri ai NSDAP și un prieten apropiat al lui Adolf Hitler, pentru a cărui apărare a organizat trupe de asalt. Noua gardă de corp a fost denumită Stosstrupp (Brigăzile de asalt) și a fost anexată SA-ului (Sturmabteilung) condus de Röhm, cu un efectiv numărând 2000 de oameni, urmând să fie înlocuită de Stabswache, sau Garda Cartierului General, care a pus bazele Schutzstaffel, SS. 
Cu ajutorul lui Hermann Göring și soldaților SA-ului lui Ernst Röhm, Hitler și-a început cariera politică în 8 noiembrie 1923, când a organizat puciul din berăria Bürgerbräukeller, cu scopul de a prelua puterea și de a lichida consecințele grele impuse de Antantă. Hitler, generalul Erich Ludendorff și Röhm, al cărui SA fusese în prim-planul tentativei de puci, au fost arestați în zilele următoare. Röhm fost condamnat la cinci ani de închisoare, ca „deținut de onoare“, cu înțelegerea că va fi eliberat condiționat după un an. Röhm a fost încarcerat la închisoarea Stadelheim, iar Ludendorff a fost achitat.
În septembrie 1930 Hitler a trimis o cerere cu caracter personal lui Röhm, cerând ca el să revină pentru a servi ca șef SA al personalului. Röhm a acceptat oferta și a început îndeplinirea noii lui sarcini la începutul lunii ianuarie 1931. SA a contribuit la creșterea prestigiului naziștilor în societate, având misiunea de a opune rezistență violențelor de stradă organizate de trupele spartakiștilor.

## Homosexualitatea lui Röhm
Röhm s-a aflat în anii 1931/32 în centrul unei campanii de presă care a instrumentalizat homosexualitatea sa. Diverși adversari ai nazismului sperau să-l atingă astfel pe Adolf Hitler și să-i oprească ascensiunea politică.
În mișcarea național-socialistă homosexualitatea lui Röhm a fost un subiect tabu, câtă vreme Röhm i-a fost util lui Hitler. După ce i-a devenit incomod, Hitler a pretins că ar fi aflat de homosexualitatea lui Röhm de-abia în 1934.
După asasinarea lui Röhm incriminarea relațiilor homosexuale a fost drastic înăsprită, iar locurile de întâlnire pentru homosexuali au fost închise.

## Sfârșitul carierei
Berlinul din vara lui 1934 era un oraș ce forfotea de zvonuri, dintre care nu cel mai neînsemnat era acela că Ernst Röhm se afla în fruntea unei conspirații pentru acapararea puterii. Armata, al cărei sprijin îi era absolut necesar lui Hitler, susținea că deține informații conform cărora Röhm ar fi intenționat să unească SA-ul cu Reichswehr-ul (armata germană), pentru a crea o „armată populară“ de stânga.
Încercând să înlăture diferențele dintre armată și Cămășile brune (SA), Hitler s-a confruntat cu un posibil compromis. General-colonelul Werner von Blomberg, ministrul Reichswehr, și Ernst Röhm, ca șef al SA-ului, au fost convinși să semneze un pact care proclama Reichswehr-ul (Apărarea Națională) drept „singura organizație armată oficială al celui de-al Treilea Reich“. SA-ul avea să funcționeze în continuare, dar i se atribuia un rol subordonat, strict de apărare. La recepția de dinaintea unei ceremonii muzicale, Röhm a criticat aspru această strategie. 
Hitler încă își păstra speranța în „frustatul” Röhm, susținând într-un discurs în fața Reichstagului, la Opera Kroll, că „la începutul lui iunie, am făcut un ultim efort pentru Röhm. Într-o încercare de a calma spiritele, SA-ul a primit o permisie de o lună începând de la 1 iulie, iar în această perioadă, uniformele au fost interzise. Decizia a fost primită cu stupoare de Reinhard Heydrich, Heinrich Himmler, Hermann Göring și generalul Walther von Reichenau, șeful statului-major al lui Blomberg, care își dăduseră acordul pentru o revoltă armată împotriva SA-ului, deci un complot contra conducerii SA, miliția partidului nazist. Întrebarea care se punea era, cum avea Röhm să fie eliminat, dacă SA-ul era în permisie.
După câteva zile, ciorna textului unei cuvântări din partea lui Röhm și a conducerii SA, menită să fie publicată în ziarul National Zeitung, a ajuns în mâinile agenților lui Heydrich și a fost considerată de mulți ca exprimarea directă a intențiilor lui Röhm: „Sper că la 1 august, SA-ul odihnit, plin de energie, va fi pregătit să își ducă la capăt misiunea glorioasă, pentru popor și patrie. Dacă dușmanii SA-ului cred că membrii ei nu se vor întoarce din permisie sau se vor întoarce doar o parte, lăsați-i să se bucure de iluzie cât încă mai pot.“
Lupta pentru putere în cadrul partidului nazist NSDAP a crescut, cu cei apropiați lui Hitler, inclusiv premierul prusac Hermann Göring, ministrul propagandei Joseph Goebbels și șeful SS Heinrich Himmler se poziționaseră împotriva lui Röhm. Ca un mijloc de a-l izola și anihila pe Röhm, Hermann Göring a transferat pe 20 aprilie 1934 controlul poliției politice prusace (Gestapo-ul) lui Himmler, pe care, credea Göring, se putea conta că va acționa contra lui Röhm.
Himmler și adjunctul său, Reinhard Heydrich, șef al Serviciului Secret al SS (SD), au adunat un dosar care sugerează că Röhm ar fi fost plătit cu douăsprezece milioane de mărci de către Franța să-l răstoarne pe Hitler. Pe data de 30 iunie 1934 răscoala organizată de Röhm a fost înnăbușită, iar el a fost arestat.

## Execuția lui Röhm
Când Hitler a zburat în Westfalia, pentru a participa la nunta unui vechi prieten, Himmler a luat inițiativa contra lui Röhm, trăgând un semnal de alarmă cu privire la revolta din Berlin, condusă de Karl Ernst, unul din apropiații lui Röhm.  
În zori, la 30 iunie, Hitler a zburat la München, apoi s-a dus la pensiunea Hanslbauer din Bad Wiessee, unde era instalat Röhm alături de niște tineri chipeși din SA. Aici a început epurarea. Röhm a fost dus în închisoarea Stadelheim din München. Întreaga conducere a SA-ului a fost practic lichidată, alături de mulți alți adversari politici ai naziștilor, prin complotul lui Hitler, Göring, Himmler, Heydrich, Goebbels, von Reichenau. Hitler a fost neliniștit de autorizarea executării lui Röhm și i-a dat lui Röhm o oportunitate de a se sinucide. Pe 2 iulie Röhm a fost vizitat de SS-Brigadeführer Theodor Eicke și SS-Obersturmbannführer Michael Lippert, care i-au pus un pistol pe masă, i-au spus lui Röhm că are zece minute să-l folosească și au plecat. Neauzind nimic în timpul alocat, Eicke și Lippert s-au întors în celula lui Röhm și l-au găsit în picioare. Lippert l-a împușcat mortal în piept. 
Röhm a fost îngropat în Westfriedhof (Cimitirul de Vest), în München.